# Caso das girafas do BioParque do Rio
O caso das girafas do BioParque do Rio se refere à importação de 18 girafas em novembro de 2021 pelo BioParque do Rio. A compra das girafas foi a maior importação de animais de grande porte já feita no Brasil. Contudo, no dia 14 de dezembro, as girafas estavam tomando sol em uma área ao ar livre quando seis girafas atravessaram a cerca e conseguiram fugir. Todas foram recapturadas, mas três delas morreram algumas horas depois. Um laudo feito por veterinários contratados pelo BioParque apontou que a causa das mortes das girafas foi miopatia, uma condição que pode ser provocada por estresse.

## Contexto
No Brasil, existiam 17 girafas no ano de 2021 no país e o grupo das então 18 novas girafas fazia parte pretensamente de um projeto de conservação. Ao chegarem ao Brasil, as girafas foram  levadas para o Resort Safari Portobello, em Mangaratiba, numa área afastada da cidade na Costa Verde.

### Controvérsias
Após a morte das três girafas, ambientalistas que visitaram o local denunciaram que era pequeno e não adequado para os animais. A polícia prendeu dois homens na quarta-feira por "maus-tratos", muito embora o BioParque negue maus-tratos. No dia 26 de janeiro, a Polícia Federal apreendeu as 15 girafas restantes no Portobello Resort & Safári, local onde estão os animais e constataram maus-tratos. Assim, não apenas as condições de abrigo das girafas devem ser examinadas, mas também como elas foram importadas e se sua importação era legal, uma vez que a União Internacional para a Conservação da Natureza (IUCN) classifica as girafas como "Vulneráveis".
| “                                        | Tanto o Ibama quanto a Polícia Federal que estiveram hoje [26 de janeiro de 2022] no local caracterizaram aquela situação das girafas como crime de maus-tratos. Por esse motivos, os responsáveis do Grupo Cataratas foram levados à Polícia Federal. | ” |
| — Sergio Suiama, procurador da República | |   |

Em análise posterior da documentação de importação dos animais, contatou-se que na licença emitida pelo Ibama, todas as girafas receberam o mesmo código: “w”, de “wild”, “selvagem” em inglês. Tal código foi criado por uma convenção internacional que classifica a origem dos animais – e “w” significa “animais retirados da natureza”, o que tornaria a importação ilegal, uma vez que o Ibama proíbe a importação de animais retirados da natureza. Nesse contexto, o Ministério Público do Brasil quer agora que as girafas sejam devolvidas ao seu contexto de origem na África do Sul.
Em nota oficial, o BioParque do Rio reitera a "responsabilidade com o manejo de fauna, com os projetos de longo prazo de restauração da natureza e afirma não haver maus-tratos como tentam sugerir em denúncias infundadas. As girafas estão em adaptação em um ambiente preparado para suas necessidades e aprovados pelos órgãos competentes". A instituição afirma ainda, ao final da nota, que lamenta profundamente o ocorrido.

## Links
- Página oficial - página criada pelo BioParque do Rio sobre o caso das girafas
- The South African: Giraffe deaths spark probe in Brazil with 15 confiscated from Rio zoo - reportagem publicada no The South African